# Arfon Griffiths
Pour les articles homonymes, voir Griffiths.
Arfon Griffiths, né le 23 août 1941 à Wrexham au pays de Galles, est un footballeur et manager gallois. Durant sa carrière de joueur qui se déroule entre 1959 et 1979, il joue au niveau professionnel et au niveau international en tant que milieu de terrain.

## Biographie

### En club
Arfon Griffiths dispute 622 matchs en championnat avec Wrexham FC, Arsenal FC et les Sounders de Seattle, inscrivant un total de 125 buts. Il joue notamment 15 matchs en première division avec Arsenal, pour deux buts inscrits.
Il réalise sa meilleure performance lors de la saison 1969-1970, où il inscrit 16 buts en quatrième division avec le club de Wrexham. Joueur de Wrexham pendant près de 20 saisons, Arfon Griffiths est le meilleur buteur et le joueur le plus capé de ce club.
Avec l'équipe de Wrexham, il est quart de finaliste de la Coupe d'Europe des vainqueurs de coupe en 1976, en étant battu par le club belge d'Anderlecht, futur vainqueur de l'épreuve. Son palmarès avec Wrexham est composé de trois Coupe du pays de Galles, et un titre de champion de troisième division anglaise.

### En équipe nationale
Arfon Griffiths est international gallois à 17 reprises, pour 6 buts inscrits, entre 1971 et 1979. 
Il reçoit sa première sélection en équipe nationale le 21 avril 1971 contre la Tchécoslovaquie, dans le cadre des éliminatoires du championnat d'Europe 1972. Il brille ensuite lors des éliminatoires de l'Euro 1976, en inscrivant un but contre l'Autriche, un autre contre la Hongrie, un autre contre le Luxembourg, puis à nouveau un but contre l'Autriche.
Au cours du British Home Championship, il inscrit un but contre l'Angleterre en 1975, et un but contre l'Écosse en 1976. Il est capitaine de la sélection galloise à l'occasion d'un match face à l'Irlande du Nord en mai 1975 dans le cadre de ce même tournoi.
Il joue son dernier match en équipe nationale le 17 novembre 1976, contre l'Écosse, dans le cadre des éliminatoires du mondial 1978.

### Carrière d'entraîneur
Il dirige les joueurs de Wrexham entre 1977 et 1981, puis ceux de Crewe Alexandra en lors de la saison 1981-1982.

## Palmarès
Il remporte la Coupe du pays de Galles à trois reprises en 1960, 1972 et 1978 et le Championnat d'Angleterre de D3 en 1978 avec le Wrexham FC.